# Narciarstwo alpejskie na Zimowych Światowych Wojskowych Igrzyskach Sportowych 2017
Narciarstwo alpejskie na 3. Zimowych Światowych Wojskowych Igrzyskach Sportowych – jedna z zimowych dyscyplin sportowych rozegranych w dniach 25–26 lutego 2017 podczas igrzysk wojskowych na stokach grzbietu Aibga w ośrodku narciarskim Roza Chutor położonego niedaleko Krasnej Polany w Rosji. Mężczyźni rozgrywali swoje konkurencje 25, a kobiety 26 lutego.

## Harmonogram
| Luty 2017             | 23 Cz | 24 Pt | 25 So | 26 Nd | 27 Pn |
| --------------------- | ----- | ----- | ----- | ----- | ----- |
| Narciarstwo alpejskie |       |       | 2     | 2     |       |

Legenda
|  | Eliminacje |  | Finał (ilość) |

## Medaliści

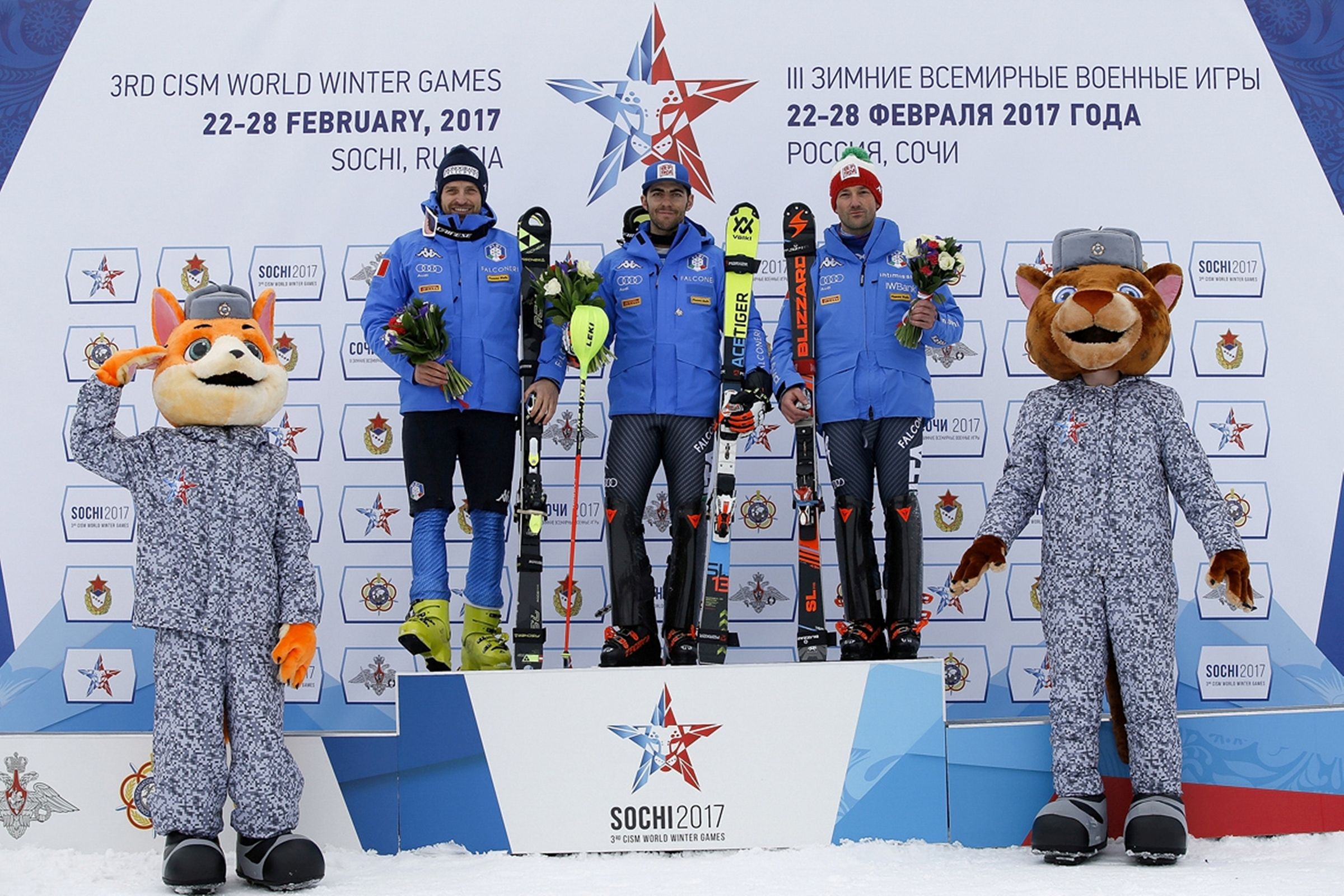
Soczi 2017. Włoski podium - stoją od lewej: Manfred Mölgg, Stefano Gross i Cristian Deville

### Mężczyźni
| Konkurencja      | Złoto                                                     | Srebro                                               | Brąz                                                            |
| Konkurencja      | Drużyna/Zawodnik                                          | Drużyna/Zawodnik                                     | Drużyna/Zawodnik                                                |
| slalom           | Stefano Gross                                             | Manfred Mölgg                                        | Cristian Deville                                                |
| slalom drużynowo | Włochy · Stefano Gross · Manfred Mölgg · Cristian Deville | Niemcy · Hansi Schwaiger · Fabian Gratz · Carlo Dorn | Iran · Nima Baha · Behnam Kia Szemszaki · Alidad Sawe Szemszaki |

### Kobiety
| Konkurencja      | Złoto                                      | Srebro                                                            | Brąz                |
| Konkurencja      | Drużyna/Zawodniczka                        | Drużyna/Zawodniczka                                               | Drużyna/Zawodniczka |
| slalom           | Irene Curtoni                              | Marija Szkanowa                                                   | Laurie Mougel       |
| slalom drużynowo | Włochy · Irene Curtoni · Martina Perruchon | Rosja · Ksenia Alopina · Olga Pogrebickaja · Jekaterina Tkaczenko | Chiny · Qin Xiyue   |

## Klasyfikacja medalowa
* Gospodarz zawodów został zaznaczony tym kolorem.
| Miejsce           | Reprezentacja     | Złoto | Srebro | Brąz | Razem |
| ----------------- | ----------------- | ----- | ------ | ---- | ----- |
|                   |                   |       |        |      |       |
| 1                 | Włochy            | 4     | 1      | 1    | 6     |
| 2                 | Białoruś          | 0     | 1      | 0    | 1     |
| 2                 | Niemcy            | 0     | 1      | 0    | 1     |
| 2                 | Rosja *           | 0     | 1      | 0    | 1     |
| 5                 | Chiny             | 0     | 0      | 1    | 1     |
| 5                 | Francja           | 0     | 0      | 1    | 1     |
| 5                 | Iran              | 0     | 0      | 1    | 1     |
| Ogółem (7 państw) | Ogółem (7 państw) | 4     | 4      | 4    | 16    |